# Slaget på Solsortesletten
Slaget på Solsortesletten var et slag i 1389, der stod mellem en koalition bestående af serbere, bosniere, albanere, bulgarere og rumænere under ledelse af serbiske prins Lazar Hrebeljanović, og den invaderende hær fra Det Osmanniske Rige under kommando af sultan Murad Hudavendigar. Slaget fandt sted i det nuværende Kosovo nær Pristina.
Hæren under prins Lazar bestod af hans egne tropper, et kontigent ledet af serbisk adelsmand Vuk Brankovic, og et kontingent, der var sendt fra Bosnien af kong Tvrtko I, under kommando af Vlatko Vuković.
Prins Lazar var regent i Moravisk Serbien, og den mest magtfulde blandt tidens lokale serbiske fyrster, mens Vuk Brankovic regerede Brankovic-området der dækkede delle af Kosovo og andre områder, der anerkendte Lazar som sin overherre.
Slaget på Solsortesletten fandt sted på Sankt Vitus-dag 1389 (15. juni i den julianske kalender – 28. juni efter den moderne gregorianske kalender) i det nuværende Pristina distrikt i Kosovo. Det præcise sted er omkring 5 km nordvest for det moderne by Pristina.[kilde mangler]
Pålidelige historiske oplysninger om slaget er knappe. Hovedparten af de to hære blev udslettet i slaget; både Lazar og Murad mistede livet i slaget. Selvom Osmannerne formåede at tilintetgøre den serbiske hær, led de selv store tab, hvilket forsinkede deres fremrykning. Serberne stod tilbage med for få mænd til effektivt at kunne forsvare deres land, mens tyrkerne havde omfattende ressourcer i øst. Som konsekvens måtte det ene efter det andet af de serbiske fyrstedømmer, der ikke allerede var osmanniske vasaller, acceptere at underkaste sig osmannerne de følgende år.
Slaget er en vigtig begivenhed i den osmanniske fremrykning på Balkan og spiller en stor rolle i serbisk selvforståelse, idet det markerer afslutningen på den serbiske storhedstid i middelalderen.
Der er rejst et serbisk mindesmærke for Lazar på Solsortesletten, dog ikke der hvor selve slaget fandt sted; ligesom der er et mindesmærke for Murad I.